# Werri Ier de Walcourt
 (signalé en mai 2025).
Si vous disposez d'ouvrages ou d'articles de référence ou si vous connaissez des sites web de qualité traitant du thème abordé ici, merci de compléter l'article en donnant les références utiles à sa vérifiabilité et en les liant à la section « Notes et références ».
- Archive Wikiwix
- Bing
- Cairn
- DuckDuckGo
- E. Universalis
- Gallica
- Google
- G. Books
- G. News
- G. Scholar
- Persée
- Qwant
- (zh) Baidu
- (ru) Yandex
- (wd) trouver des œuvres sur Wikidata

Werri Ier de Walcourt (vers 950 - après 992), plus lointain seigneur de Walcourt connu.
En 992, il aurait commencé la reconstruction de l'église de Walcourt détruite par les Normands. Au Xe siècle, il décida la construction d’une église primaire sur l’emplacement de l’ancien oratoire détruit au début du siècle par les 
Normands.
Il eut un fils : Oduin de Walcourt.